# I liga Wysp Owczych w piłce nożnej kobiet (2010)/Wyniki spotkań
W 2010 roku odbywa się 26. edycja 1. deild kvinnur – pierwszej ligi Wysp Owczych w piłce nożnej kobiet. Każdy z zespołów rozegrał po dwadzieścia spotkań cztery z każdą drużyną, od 1 kwietnia do 3 października 2010 roku. Na każdą kolejkę składają się trzy mecze.

## Wyniki

### 1. część

#### 1. kolejka
| 1 kwietnia 2010 13:00 | AB Argir · Olga Kristina Hansen 20' 73' 86' · Lisa í Liða 56' 80' · Halltóra Joensen 71' · Elsa Splidt Jacobsen 90' | 7:01:0 | EB/Streymur | Vika Stadium, Argir Widzów: 50 Sędzia: Pætur Albinus |
|                       | |        |             |                                                      |

| 1 kwietnia 2010 15:00 | MB Miðvágur | 0:140:3 | KÍ Klaksvík · 28' 30' 55' Sofía Purkhús · 41' 75' Malena Josephsen · 47' 63' 74' 81' Rannvá Andreasen · 58' 78' 83' 90' Sigrid Jacobsen · 70' Ragna Patawary | Við Kirkju, Miðvágur Widzów: 40 Sędzia: Magnus Jørmundsson |
|                       |             |         | |                                                            |

| 1 kwietnia 2010 17:00 | Víkingur Gøta · Evi Mikkelsen (s) 15' · Margun Jacobsen 35' | 2:32:1 | Skála ÍF · 4' Fríðrún Danielsen · 73' Kristinbjørg Frederiksberg · 90' Marta Anthoniussen | Sarpugerði, Norðragøta Sędzia: Elsa Andreasen |
|                       |                                                             |        |                                                                                           |                                               |

#### 2. kolejka
| 6 kwietnia 2010 18:00 | KÍ Klaksvík · Sofía Purkhús 31' 43' · Malena Josephsen 87' | 3:02:0 | AB Argir | Injector Arena, Klaksvík Sędzia: Elsa Andreasen |
|                       |                                                            |        |          |                                                 |

| 6 kwietnia 2010 18:00 | EB/Streymur | 0:20:0 | Víkingur Gøta · 69' Rósa Magnussen · 85' Arna Vatnhamar | Við Margáir, Streymnes Sędzia: Dia Lamhauge |
|                       |             |        |                                                         |                                             |

| 6 kwietnia 2010 18:00 | MB Miðvágur · Sunnrið Nielsen 82' | 1:50:3 | Skála ÍF · 19' Marta Anthoniussen · 21' Solveig Frederiksberg · 44' Marin Gregersen · 62' Kristinbjørg Frederiksberg · 69' Jóna Jacobsen | Við Kirkju, Miðvágur Sędzia: Birgir Joensen |
|                       |                                   |        | |                                             |

#### 3. kolejka
| 11 kwietnia 2010 13:00 | Víkingur Gøta | 0:20:0 | KÍ Klaksvík · 49' Sofía Purkhús · 62' Rannvá Andreasen | Sarpugerði, Norðragøta Sędzia: Jóhan Petur Michelsen |
|                        |               |        |                                                        |                                                      |

| 14 kwietnia 2010 18:00 | AB Argir · Barbara á Dunga 15' 22' · Lisa í Liða 19' 47' 50' 79' · Halltóra Joensen 33' 56' 57' 59' 62' · Rudi Rasmussen 70' · Katarina Saxov 90' | 13:04:0 | MB Miðvágur | Vika Stadium, Argir Widzów: 50 Sędzia: Elsa Andreasen |
|                        | |         |             |                                                       |

| 21 kwietnia 2010 18:00 | Skála ÍF | – | EB/Streymur | Skáli Sędzia: Werner Hentze |
|                        |          |   |             |                             |

#### 4. kolejka
| 18 kwietnia 2010 13:00 | AB Argir | – | Víkingur Gøta | Vika Stadium, Argir Sędzia: Búi Clementsen |
|                        |          |   |               |                                            |

| 18 kwietnia 2010 15:00 | MB Miðvágur | – | EB/Streymur | Við Kirkju, Miðvágur Sędzia: Karstin Højgaard |
|                        |             |   |             |                                               |

| 18 kwietnia 2010 15:00 | KÍ Klaksvík | – | Skála ÍF | Injector Arena, Klaksvík Sędzia: Jóannes Mikkelsen |
|                        |             |   |          |                                                    |